# Момир Милатовић
Момир Милатовић (Титоград, 7. септембар 1955) је југословенски и црногорски професионнални кошаркаш и кошаркашки тренер.

## Каријера
Милатовић је играо за Будућност Подгорицу и Приштину. Као кошаркашки тренер водио је Љубовић Подгорицу и подгоричку Будућност, сарајевски Жељезничар, Ловћен, ФМП и Црвену звезду. Тренирао је тимове у Кини, Црној Гори и Хрватској.
Поред мушких, Милатовић је тренирао и женске кошаркашке клубове као што су Будућност из Подгорице, Војводина, Јединство Бијело Поље и Шибеник.
Године 1997. био је помоћни тренер репрезентације Србије коју је водио Жељко Обрадовић. У јануару 2014. године Милатовић је постао тренер женске репрезентације Црне Горе коју је предводио на Европском првенству у кошарци 2015. године одржаном у Мађарској и Румунији.
Момиров брат Никола Милатовић такође је кошаркашки тренер.